# Ranunculus caucasicus
Ranunculus caucasicus är en ranunkelväxtart. Ranunculus caucasicus ingår i släktet ranunkler, och familjen ranunkelväxter.

## Underarter
Arten delas in i följande underarter:
- R. c. caucasicus
- R. c. pavlii